# 粉萼垂花报春
粉萼垂花报春（学名：Primula sandemaniana）为报春花科报春花属下的一个种。

## 扩展阅读
- 維基物種上的相關：粉萼垂花报春